# Justo Pastor Fuster
Justo Pastor Fuster y Taroncher [o Taronger] (Valencia, 8 de agosto de 1761-Valencia, 31 de enero de 1835) fue un bibliógrafo, lexicógrafo, librero, editor y escritor español.

## Biografía
Justo Pastor fue hijo de Manuel Fuster y Membrado, librero, casado en segunda nupcias en 1758 con Manuela Taronger. A los catorce años ingresó en la Universidad de Valencia donde solo permaneció dos cursos académicos estudiando Filosofía para incorporarse al negocio de los libros junto a su padre. Este poseía una librería donde acudían algunos intelectuales destacados de la ciudad como Francisco Pérez Bayer o Jaime Villanueva. Justo Pastor se casó en 1784 con Mariana Francés, que fallecería nueve años después, en 1793. Ese mismo año falleció su padre. Volvió a casarse al año siguiente con María Jordán y Gil, con la que tuvo varios hijos.
Con el tiempo se dedicó a otras tareas en torno al libro como la encuadernación y el negocio de la librería prosperó hasta el punto de trasladarse desde el centro más antiguo de la ciudad, en la calle de la Corregería, a la de Campaners en una zona donde crecía la burguesía valenciana. La Guerra de la Independencia  (1808-1814) fue un paréntesis obligado en su vida. Participó activamente en ella formando parte de la Compañía del Primer Batallón en Valencia
Además de librero, fue un hombre de sólida formación autodidacta como lexicógrafo y bibliógrafo. Esto le permitió escribir Biblioteca valenciana de los escritores que florecieron hasta nuestros días, con adiciones y enmiendas a la de D. Vicente Ximeno, una obra en dos volúmenes con más de 900 reseñas de autores de todos los tiempos hasta el siglo XVII, más de un centenar de ellos árabes que no había sido referenciados antes. La obra precisaba una financiación extraordinaria. Y aunque para tal fin Fuster solicitó y obtuvo en 1829 un préstamo de 4.000 reales sin intereses de la Real Sociedad Económica Valenciana de Amigos del País, entidad de la que era socio, tuvo que vender su casa para poder hacer frente a los costes definitivos. También fue de su autoría Breve vocabulario valenciano-castellano sacado de varios autores (1827), ampliación de voces tomando el original del siglo XVI del obispo Honorato Juan Tristull, y de otros autores y diccionarios.
Los obstáculos económicos no impidieron que siguiera al frente de la librería, un establecimiento consolidado en Valencia y que, de nuevo, cambió de ubicación desde Campaners a la calle de los Caballeros, entonces ya contando como ayudante con su hijo Gregorio y unos años antes de fallecer en 1835.